# Regional Air Services (Rumänien)
Regional Air Services ist eine rumänische Fluggesellschaft mit Sitz in Constanța und Basis auf dem Flugplatz Tuzla, welcher sich seit 1999 im Besitz der Gesellschaft befindet.

## Flugziele
Regional Air Services bietet mit ihrer Flotte aus diversen kleineren Flugzeugen und Helikoptern unter anderem Charterflüge, Frachtflüge, Such- und Rettungsflüge und Agrarflüge an.

## Flotte

### Aktuelle Flotte
Die Flotte der Regional Air Services besteht aus sechs Flugzeugen und vier Helikoptern:
(Website dürfte auf Stand 2017 sein).
| - Antonow An-2 - Diamond DA20 - Diamond DA 40 - Diamond DA42 - Piper PA-34 - PZL-104 | - Airbus AS 350 Helicopter - Bell 206 - Eurocopter SA 360 Dauphin - Guimbal Cabri G2 |

(Aircharterguide nennt 2 Diamond DA 40,  1 Diamond DA42, 1 Eurocopter SA 360 Dauphin, 1 Eurocopter AS-365N-3 und 1 Augusta Bell AB-139)

### Ehemalige Flugzeugtypen
- Beechcraft Super King Air B200
- Britten-Norman BN-2 Islander
- Cessna 182
- Kamow Ka-26